# La Plaine-sur-Mer

Localització de La Plaine-sur-Mer

La Plaine-sur-Mer (en bretó Plaen-Raez) és un municipi francès, situat a la regió de país del Loira, al departament de Loira Atlàntic, que històricament ha format part de la Bretanya. L'any 2006 tenia 3.474 habitants. Limita amb Saint-Michel-Chef-Chef al nord, Pornic a l'est i Préfailles al sud.

## Demografia
| 1962                                       | 1968 | 1975 | 1982 | 1990 | 1999 | 2005 |
| ------------------------------------------ | ---- | ---- | ---- | ---- | ---- | ---- |
| 1475                                       | 1635 | 1797 | 2006 | 2104 | 2517 | 3199 |
| Des de 1962: població sense dobles comptes |      |      |      |      |      |      |

## Administració
| Període   | Identitat        | Partit |
| --------- | ---------------- | ------ |
| 1953-1973 | Michel Guisseau  |        |
| 1973-1989 | Emmanuel Houssay |        |
| 1989-1995 | Michel Guisseau  |        |
| 1995-     | Michel Bahuaud   |        |